# LTE

Официальный логотип

LTE (англ. Long-Term Evolution, дословно — «долговременное развитие», часто обозначается как 4G LTE) — стандарт беспроводной высокоскоростной передачи данных для мобильных телефонов и других терминалов, работающих с данными. Он основан на сетевых технологиях GSM/EDGE и UMTS/HSPA, увеличивая пропускную способность и скорость за счёт использования другого радиоинтерфейса вместе с улучшением ядра сети. Стандарт был разработан 3GPP (консорциум, разрабатывающий спецификации для мобильной телефонии) и определён в серии документов Release 8, с незначительными улучшениями, описанными в Release 9. Внедрение стандарта началось с конца 2009 года.
LTE является естественным обновлением как для операторов с сетью GSM/UMTS, так и для операторов с сетью CDMA2000. В разных странах для LTE используются разные частоты, а поэтому роуминг в зарубежных LTE-сетях  ограничен техническими возможностями конкретной модели телефона.
Хотя маркировка «4G» используется сотовыми операторами и производителями телефонов, LTE (как указано в серии документов консорциума 3GPP Release 8 и Release 9) не удовлетворяет техническим требованиям, которые консорциум 3GPP принял для нового поколения сотовой связи, а также требованиям, которые были первоначально установлены Международным союзом электросвязи (в спецификации IMT Advanced).

## Обзор технологии
Целью LTE, как развития стандартов GSM/UMTS, было увеличение пропускной способности и скорости с использованием нового метода цифровой обработки сигналов и модуляции, которые были разработаны на рубеже тысячелетий. Ещё одной целью было реконструировать и упростить архитектуру сетей, основанных на IP, значительно уменьшив задержки при передаче данных, по сравнению с архитектурой 3G-сетей. 

Беспроводной интерфейс LTE является несовместимым с 2G и 3G по сигналам и протоколам.
Спецификация LTE позволяет обеспечить скорость загрузки до 3 Гбит/с, а задержка в передаче данных может быть снижена до 2 миллисекунд. LTE поддерживает полосы пропускания частот от 1,4 МГц до 20 МГц и поддерживает как частотное разделение каналов (Дуплексный канал с частотным разделением, FDD), так и временное разделение (Дуплексный канал с временным разделением, TDD).

## Особенности технологии
Радиус действия базовой станции LTE зависит от мощности излучения и теоретически не ограничен, а максимальная скорость передачи данных зависит от радиочастоты и удалённости от базовой станции. Теоретический предел для скорости в 1 Мбит/сек — от 3,2 км (2600 МГц) до 19,7 км (450 МГц), базовые станции диапазона 800 МГц способны обеспечить такую скорость на расстоянии до 13,4 км. Диапазон 1800 МГц — наиболее используемый в мире, он сочетает в себе высокую ёмкость и относительно большой радиус действия (6,8 км).
Большинство операторов работает в диапазонах 2600 МГц, 1800 МГц и 800 МГц (стандарт LTE-FDD). В ноябре 2015 года Международный союз электросвязи рекомендовал в Европе, Африке, на Ближнем Востоке и в Центральной Азии строить LTE-сети в диапазоне 694—790 МГц (эти частоты в ряде стран, в частности, в России были на то время заняты аналоговым телевещанием).
Большая часть стандарта LTE рассматривает модернизацию 3G UMTS на то, что в конечном итоге будет технологией 4G. Большая часть работы направлена на упрощение архитектуры системы: она переходит из существующих UMTS цепи + коммутации пакетов объединённой сети к единой IP-инфраструктуре (all-IP). E-UTRA является беспроводным интерфейсом LTE. Его основные особенности:
- максимальная скорость загрузки из сети до 299,6 Мбит/с и максимальная скорость загрузки в сеть от абонента до 75,4 Мбит/с в зависимости от категории оборудования пользователя (антенна 4×4 с использованием спектра 20 МГц).
- низкая задержка при передаче данных (5-мс задержка для маленьких IP-пакетов в оптимальных условиях), более низкая задержка при установке соединения.
- улучшена поддержка мобильности, в качестве примера — терминал, движущийся со скоростью 350 км/ч или 500 км/ч в зависимости от диапазона частот.
- OFDMA для нисходящей линии связи, SC-FDMA[англ.] для восходящей линии связи с целью экономии энергии.
- поддержка и FDD- и TDD-систем связи, а также полудуплексной FDD с одной и той же технологией радиодоступа.
- повышение гибкости. Спектр: 1,4 МГц, 3 МГц, 5 МГц, 10 МГц, 15 МГц и 20 МГц для ширины соты стандартизированы.
- поддержка размеров соты от нескольких десятков метров (фемто- и пикосоты) до 100 км. В нижних частотных диапазонах, которые будут использоваться в сельских районах, 5 км является оптимальным размером соты. В городе и в районах плотной заселённости более высокие частотные диапазоны (например, 2,6 ГГц в ЕС) используются для поддержки высокоскоростной мобильной широкополосной связи, в этом случае размер соты может быть 1 км или даже меньше;
- поддержка как минимум 200 активных клиентов в каждой соте 5 МГц;
- поддержка сосуществования со старыми стандартами (например, GSM/EDGE, UMTS и CDMA2000). Пользователи могут начать вызов или передачу данных в области с наличием LTE и, покинув область покрытия, продолжить работу без каких-либо специальных действий с их стороны в сетях GSM/GPRS;
- радиоинтерфейс коммутации пакетов.

## Голосовые вызовы
Стандарт LTE поддерживает только коммутацию пакетов со своей сетью all-IP. Голосовые вызовы в GSM, UMTS и CDMA2000 являются коммутацией каналов, поэтому с переходом на LTE операторы должны реорганизовать свою сеть голосовых вызовов.
Имеются три различных подхода:
Голос по LTE (VoLTE)Технология VoLTE дает возможность передавать голосовые вызовы в сети LTE. VoLTE позволяет не производить переключения из сети LTE в сети предыдущего поколения, что ускоряет процесс осуществления голосового вызова.
Circuit-switched fallback (CSFB)При таком подходе LTE обеспечивает только услуги передачи данных, поэтому, когда требуется принять или совершить голосовой вызов, терминал просто возвращается к сети с коммутацией каналов (например, GSM или UMTS). При использовании этого решения операторам просто нужно обновить MSC вместо развертывания IMS, поэтому можно быстро начать предоставлять услуги. Однако недостатком является большая задержка при установке вызова.
Одновременная передача голоса и LTE (Simultaneous Voice and LTE, SVLTE)При таком подходе терминал работает одновременно в LTE и с коммутацией каналов, в режиме LTE предоставляются услуги передачи данных и в режиме с коммутацией каналов обеспечиваются голосовые услуги. Это решение основано исключительно на требованиях к мобильному телефону и не имеет специальных требований к сети. Недостатком такого решения является то, что такой телефон может стать дорогим и иметь высокое энергопотребление.

## Развёртывание
Первая в мире мобильная сеть на основе технологии LTE (Long Term Evolution) была запущена в эксплуатацию 14 декабря 2009 года, оператором TeliaSonera в центре Стокгольма. Телекоммуникационное оборудование было поставлено шведской компанией Ericsson: базовые станции, вспомогательное оборудование, коммутаторы, операционные системы и системы управления; LTE-модем — разработки Samsung. Все решения созданы на основе стандартов, утверждённых организацией 3GPP.
Рейтинг стран по временному охвату 4G LTE (данные Opensignal на май 2019 года).
| Место | Страна      | Охват  |
| ----- | ----------- | ------ |
| 1     | Южная Корея | 97,5 % |
| 2     | Япония      | 96,3 % |
| 3     | Норвегия    | 95,5 % |
| 4     | Гонконг     | 94,1 % |
| 5     | США         | 93,0 % |
| 6     | Нидерланды  | 92,8 % |
| 7     | Тайвань     | 92,8 % |
| 9     | Швеция      | 91,1 % |
| 10    | Индия       | 90,9 % |
| 13    | Австралия   | 90,3 % |
| 15    | Кувейт      | 90,0 % |
| 24    | Катар       | 86,0 % |
| 37    | Бахрейн     | 81,2 % |
| 39    | Казахстан   | 81,0 % |
| 47    | Турция      | 79,0 % |
| …     | …           | …      |
| 61    | Россия      | 73,9 % |

### В России
Первая сеть LTE в России была запущена ООО «Скартел» (бренд Yota) 20 декабря 2011 г. в Новосибирске и состояла из 63 базовых станций. До официального запуска абоненты могли приобрести USB-модем и пользоваться услугами в тестовом режиме (плата не взималась).
Первым среди операторов «большой тройки» технологию LTE запустил «МегаФон» 23 апреля 2012 г. (также в Новосибирске), в Москве услуги сети LTE абонентам оператора стали доступны 14 мая 2012 г.
LTE присутствует в 85 регионах России. В зоне покрытия находится 70 % населения на начало 2016 года. Стоит учесть, что разные операторы предоставляют разный уровень покрытия. В некоторых случаях сеть запускается только в административных центрах регионов. Количество базовых станций мобильной связи стандарта LTE и последующих его модификаций в 2016 году в РФ увеличилось на 54,4 % — до 111519 с 72,2 тысячи в 2015 году. Больше всего базовых станций LTE установлено в Центральном федеральном округе — 40,93 тысячи, наименьшее их число — на Дальнем Востоке — 4935.
Для организации голосовых вызовов у операторов «МегаФон» и «МТС» в большинстве регионов используется VoLTE, у остальных операторов используется Circuit-Switched Fallback (CSFB), однако идёт тестирование и планируется к запуску VoLTE.

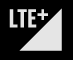
Иконка LTE Advanced c ЧА в Android

Федеральные операторы используют частотные диапазоны LTE: «Мегафон» и «МТС» — диапазоны 1 (FDD 2100 МГц), 3 (FDD 1800 МГц), 7 (FDD 2600 МГц), 8 (FDD 900 МГц), 20 (FDD 800 МГц), 28 (FDD 700 МГц), 34 (TDD 2100 МГц), 38 (TDD 2600 МГц); «Билайн» — диапазоны 1, 3, 7, 8, 20, 38; Tele2 — 1, 3, 7, 20, 31 (FDD 450 МГц), 39 (TDD 1900 МГц), 40 (TDD 2300 МГц).
Используются технологии LTE Advanced — частотная агрегация (carrier aggregation), 4×4 MIMO и модуляция 256QAM. Так как частоты диапазона 38 (TDD 2600 МГц) полностью перекрываются диапазоном 41 (TDD 2500 МГц), базовые станции могут указывать оба диапазона в служебной информации.
«МТС» и «Билайн» заключили договор об использовании и строительстве сети во многих регионах по принципу Radio Access Network sharing. Это означает, что один оператор строит инфраструктуру, а другой оператор только использует её (раз в полгода производится финансовый взаиморасчёт). Такое решение позволяет значительно сократить затраты на строительство и обслуживание сетей (так как фактически требуется только одна сеть, которая используется одновременно двумя компаниями).
Операторами «МТС» и «Мегафон» организовано покрытие LTE на всех станциях Московского метрополитена по схеме RAN Sharing; в перегонах действует сеть в диапазоне 20 (FDD 800 МГц), с шириной канала 15 МГц.
Также в Чеченской Республике действует LTE-сеть регионального оператора «Вайнах Телеком» в диапазоне 40 (TDD 2300 МГц).
На частотах 1800 МГц запущены сети:
в Республике Татарстан от «Таттелеком»,
в Свердловской области, Курганской области, Ханты-Мансийском автономном округе — Югра и Ямало-Ненецком автономном округе сеть от оператора «Мотив» (ООО «ЕКАТЕРИНБУРГ — 2000»).
С 2016 года в Крыму LTE предоставляют операторы Вин мобайл и Волна мобайл, оба оператора используют диапазон 7 (FDD 2600 МГц) и частично — диапазон 3 (FDD 1800 МГц).
Tele2 Россия — один из сотовых операторов в России, обладающий частотами 450 МГц. Услуги высокоскоростной передачи данных в частотном диапазоне 31 (FDD 450 МГц) Tele2 предоставляет под брендом Skylink. Первыми регионами, где оператор запустил сети LTE-450, стали Тверская и Новгородская области. Новая технология также доступна жителям Санкт-Петербурга, Ленинградской области и в Московском регионе. Также фрагменты сетей LTE-450 работают в Республике Башкортостан и ХМАО у оператора МТС.

### В Беларуси
Впервые в коммерческую эксплуатацию LTE-сеть в Беларуси (Минск и Гродно) была запущена в декабре 2011 белорусским отделением российской компании Yota (компания Йота-Бел). В июне 2012 года эксплуатация LTE-сети компанией была прекращена.
Второй коммерческий запуск состоялся 17 декабря 2015 года инфраструктурным оператором beCloud — была запущена сеть LTE Advanced (функционирует и сегодня) в Минске (позже зона покрытия расширилась по всем областным городам и многим регионам страны). Поставщиком оборудования для LTE-сети стала компания Huawei.
На сентябрь 2020 года LTE Advanced работает в трех диапазонах — 800 МГц, 1800 МГц и 2600 МГц. 

Компания beCloud (51 % акций принадлежит государству) единственная в Беларуси имеет эксклюзивные права на использование частот для организации LTE-сети и лицензию на осуществление деятельности в области связи стандарта LTE, поэтому она предоставляет в пользование свою сеть другим операторам. Начиная с конца 2015 года LTE-сеть стала доступна абонентам МТС (Беларусь). В 2016 году доступ к сети появился у абонентов мобильного оператора life:) и провайдера UNET.by, в марте 2019 — у абонентов А1.
В декабре 2019 года компания А1 объявила о стратегическом партнёрстве на 3 года с инфраструктурным оператором beCloud по развитию мобильной связи стандарта 4G в Беларуси. Начиная с 2020 года А1 предоставил часть своей инфраструктуры под базовые станции, а также транспортную сеть, чтобы 4G-сеть в частотном диапазоне 800 МГц стала доступна в сельской местности. Благодаря этому с августа 2020 года по сентябрь 2021 года зона покрытия сети 4G расширилась: в Гомельской области -— до 96,4 %, в Могилевской области — до 81 %, в Минской области — до 89 %, в Витебской области — до 75 %, в Брестской области до 67 %. В ноябре 2022 компания А1 начала использовать новый частотный диапазон 2600 МГц на около 1,5 тыс. базовых станций LTE инфраструктурного оператора beCloud.